# Emil Kunze
Emil Kunze (* 18. Dezember 1901 in Dresden; † 13. Januar 1994 in Pullach im Isartal) war ein deutscher Klassischer Archäologe und langjähriger Ausgräber von Olympia.
Kunze studierte Klassische Archäologie an der Universität Wien und der Universität Leipzig und wurde 1926 in Leipzig bei Franz Studniczka mit der Dissertation „Kretische Arbeiten in getriebener Bronze aus früharchaischer Zeit“ promoviert. 1926/1927 erhielt er das Reisestipendium des Deutschen Archäologischen Instituts, von 1929 bis 1933 arbeitete er an der Abteilung Athen des Deutschen Archäologischen Instituts. 1935–1937 war er Assistent des Museums für Abgüsse klassischer Bildwerke in München. 1937 habilitierte er sich an der Universität München und wurde dort zum nichtbeamteten außerordentlichen Professor ernannt. 1938 wurde ihm die Leitung der Ausgrabungsarbeiten in Olympia übertragen, die er bis zu deren kriegsbedingter Einstellung 1942 innehatte. Von 1942 bis 1945 war er Professor für Klassische Archäologie an der Reichsuniversität Straßburg. Seit 1946 lehrte er als Honorarprofessor in München.
Von 1951 bis 1966 war Kunze Erster Direktor des Deutschen Archäologischen Instituts in Athen und nahm die Ausgrabungen in Olympia wieder auf. Er verfasste wichtige, sprachlich qualitätvolle Beiträge zur Kunstgeschichte Griechenlands der geometrischen und der archaischen Zeit. 1972 wurde er erneut zum Honorarprofessor der Universität München ernannt und war Mitorganisator der großen Olympia-Ausstellung in München.
Seit 1951 war er korrespondierendes Mitglied der Göttinger, seit 1952 war er korrespondierendes, seit 1968 ordentliches Mitglied der Bayerischen Akademie der Wissenschaften. 1971 wurde er als korrespondierendes Mitglied in die British Academy aufgenommen.
Sein Sohn war der Musikwissenschaftler Stefan Kunze.

## Schriften
- Kretische Bronzereliefs. 1931.
- Orchomenos II. Die neolithische Keramik (= Abhandlungen der Bayerischen Akademie der Wissenschaften, Philosophisch-historische Abteilung. Neue Folge, Heft 5). Verlag der Bayerischen Akademie der Wissenschaften, München 1931 (Digitalisat).
- Orchomenos III. Die Keramik der frühen Bronzezeit (= Abhandlungen der Bayerischen Akademie der Wissenschaften, Philosophisch-historische Abteilung. Neue Folge, Heft 8). Verlag der Bayerischen Akademie der Wissenschaften, München 1934 (Digitalisat).
- Archaische Schildbänder (= Olympische Forschungen. Band 2). 1950.
- Herausgabe und große Beiträge in den Olympiaberichten IV (1944) – VIII (1967), Beiträge in Olympiabericht IX (1994)
- Beinschienen (= Olympische Forschungen. Band 21). 1991.